# Furuhjelm
Furuhjelm är en svensk och finländsk adelsätt vars äldsta kända anfader kom från Stockholm. Släkten har samma ursprung som ätterna Melanderhjelm och Segerfelt.
Äldsta kända stamfar är Olof Nauclér, från slutet av 1500-talet, vars son var prosten och kyrkoherden i Enköping samt hovpredikanten hos Gustav II Adolf Simon Olai Nauclérus (1570–1638). Den senares hustru Anna Olofsdotter var dotter till ärkebiskop Olaus Martini. Ättlingar till dessa makar var borgare, sist i Viborg där en ättling i fjärde led, Enok Nauclér, föddes. Denne var mönsterskrivare vid Nylands kavalleri samt assessor och adlades 1762 med namnet Furuhjelm.
År 1818 intogs ätten i Finlands riddarhus och fortlever i Finland.

## Medlemmar
- Victor Furuhjelm (1810–1872), finländsk ämbetsman
- Otto Furuhjelm (1819–1883), rysk militär
- Johan Hampus Furuhjelm (1821–1909), rysk militär, guvernör
- Annie Furuhjelm (1859–1937), finländsk journalist och feminist
- Ragnar Furuhjelm (1879–1944), finländsk astronom och politiker
- Erik Furuhjelm (1883–1964), finländsk tonsättare
- Kerstin Furuhjelm (1891–1984), memoarförfattare[1]
- Mirjam Furuhjelm (1908–2003), svensk läkare